# Radicaal van een getal
In de getaltheorie is het radicaal van een positief geheel getal de grootste kwadraatvrije deler van dat getal. Anders gezegd is het radicaal het product van alle priemgetallen die deler zijn van dat getal:
{\displaystyle \mathrm {rad} (n)=\prod _{p\mid n \atop p{\text{ priem}}}p.}
Voor de eerste positieve gehele getallen is het radicaal:
1, 2, 3, 2, 5, 6, 7, 2, 3, 10, ... (rij A007947 in OEIS).

## Voorbeeld
Bekijken we bijvoorbeeld:
{\displaystyle 504=2^{3}\cdot 3^{2}\cdot 7}
dan is
{\displaystyle \mathrm {rad} (504)=2\cdot 3\cdot 7=42.}

## Eigenschappen
- De functie {\displaystyle \operatorname {rad} (n)} is een multiplicatieve maar niet een volledig multiplicatieve functie.